# Referèndums sobre l'annexió de la Ucraïna ocupada per Rússia de 2022
Atès que les forces russes han ocupat part del territori d'Ucraïna arran de la invasió russa del 2022, les autoritats designades per Rússia han proposat referèndums per a l'annexió a la Federació russa. Les dates suggerides per a aquests esdeveniments han estat inestables a causa de les batalles en curs, la pèrdua de territori que Rússia havia envaït prèviament, la tènue seguretat i una evident falta de suport dels residents. L'11 de setembre, després d'una gran contraofensiva ucraïnesa a l'óblast de Khàrkiv, es va anunciar que aquests referèndums es posposarien «indefinidament».
El 20 de setembre, les autoritats de les autoproclamades República Popular de Donetsk i República Popular de Luhansk, així com les administracions d'ocupació de les províncies de Kherson i Zaporíjia van anunciar que un referèndum per a unir-se a Rússia es duria a terme del 23 al 27 de setembre. Els resultats dels pretesos referèndums van donar unes majories aclaparadores a favor de l'annexió, del 97% a Kherson, 98% a Zaporíjia, 98% a Donetsk i 98% a Lugansk segons les autoritats dels territoris ocupats.

## Les autoproclamades Repúbliques Populars de Donetsk i Luhansk
Els militants de la República Popular de Donetsk i la República Popular de Luhansk, dirigits per Rússia, van declarar la seva independència d'Ucraïna en 2014. Els independentistes prorussos van celebrar referèndums d'independència el maig de 2014, encara que Rússia no els va annexionar i sense reconeixement internacional. El juliol de 2022, Rússia s'estava preparant per a celebrar referèndums en les parts ocupades de Donetsk i Luhansk al setembre.
El 19 de setembre, les cambres de representants de les Repúbliques Populars de Donetsk i Luhansk es van dirigir als seus caps d'Estat amb la petició de celebrar «immediatament» un referèndum d'adhesió a Rússia. Poc després, la Duma Estatal va anunciar que el referèndum sobre l'adhesió de la República Popular de Luhansk a Rússia se celebraria a la tardor «en un futur pròxim».
El 20 de setembre, el Consell Popular de la República Popular de Luhansk va programar un referèndum sobre l'ingrés de la república a Rússia com a subjecte federal per als dies 23 a 27 de setembre.
Poc després, el Consell Popular de la República Popular de Donetsk també va anunciar que el referèndum sobre l'entrada de la República Popular en la Federació Russa se celebraria en les mateixes dates, del 23 al 27 de setembre. El resultat va donar, segons les autoritats ocupants, una majoria aclaparadora del 98% a favor de l'annexió a Rússia.

## Óblasts de Kherson i Mikolàiv
El 20 de setembre, el líder de l'administració d'ocupació russa de l'óblast de Kherson, Volodímir Saldo, va anunciar que el referèndum sobre l'entrada de la regió de Kherson a Rússia se celebrarà del 23 al 27 de setembre. El resultat va donar una majoria aclaparadora del 97% a favor de l'annexió a Rússia.
El 21 de setembre, les autoritats d'ocupació russa de l'óblast de Kherson van afirmar que en la petita part ocupada de província de Mikolàiv, en la que s'hi inclou la ciutat de Snihurivka, també s'hi celebra el referèndum del 23 al 27 de setembre, perquè es consideraria part del territori ocupat de l'óblast de Kherson.

## Província de Zaporíjia
El 20 de setembre, el cap de l'administració d'ocupació russa de la província de Zaporíjia, Ievhen Balitski, va signar un decret per a celebrar el referèndum entre el 23 i el 27 de setembre. Segons Balitski, la província està tècnicament preparada per a un referèndum, i les seves «fronteres» estan «ben protegides». El resultat va donar una majoria aclaparadora del 97% a favor de l'annexió a Rússia.

## Reaccions internacionals
La República Popular de la Xina, França, el Regne Unit i els Estats Units van expressar el seu suport a Ucraïna en la seva postura pel que fa a aquests referèndums.
El secretari general de les Nacions Unides, António Guterres, l'OSCE, l'OTAN el G-7, i la Unió Europea van condemnar la celebració d'aquests referèndums. Alemanya, l'Índia, Suïssa, Turquia. foren països destacables que ho van criticar a títol individual.

## Annexió a Rússia
El 30 de setembre de 2022, Vladímir Putin va signar els tractats d'annexió a Rússia acompanyat dels presidents autoproclamats de les quatre regions ucraïneses ocupades: Denís Puixilin (Donetsk), Leonid Pàssetxnik (Luhansk), Vladímir Saldo (Kherson) i Ievgueni Balitski (Zaporíjia). La incorporació de Donetsk i Luhansk ho és amb les fronteres del 2014, però les fronteres exactes de Kherson i Zaporíjia s'han de determinar. La signatura de l'annexió és el pas previ a la seva ratificació a la Duma i al Senat el 4 d'octubre.